# Rautare
Rautare är varandra näraliggande sjöar i Jokkmokks kommun i Lappland som ingår i Luleälvens huvudavrinningsområde
- Rautare (Jokkmokks socken, Lappland), sjö i Jokkmokks kommun, 66°39′20″N 18°24′13″Ö / 66.6555°N 18.4037°Ö (43,7 ha)
- Rautare, Lappland, sjö i Jokkmokks kommun, 66°39′40″N 18°22′07″Ö / 66.661°N 18.3686°Ö (22,9 ha)